# Deep house
Deep House (110~125 BPM) é um subgênero da House music do tipo downtime, originado na década de 1980, inicialmente fundindo elementos da Chicago House com o Jazz e o Funk com um toque de Soul music. Um ritmo que há anos é muito tocado nas pistas de dança pelo mundo.

## Características
Deep House é conhecido pela melodia complexa, com predominância de notas com tons menores e às vezes sustenidos, uso de acordes cromáticos subjacentes na maioria das sequências, e uma vibe da Ambient music, Soul ou Lounge para os vocais (se houver, em m andamento musical entre 110 a 125 BPM,
Nas primeiras composições (1984-1994), influências da música Jazz foram mais frequentes, usando acordes mais complexos do que as tríades simples que são mantidos por muito tempo e dão às composições um pouco de sentimento de dissonância. O uso de vocais tornou-se mais comum no Deep House do que em outras formas de House music, incluindo vocais soulful (se os vocais estão incluídos), melodias dissonantes lentas e concentradas, com um comportamento suave e relaxante, sem enfase na percussão. Assim as músicas Deep House raramente atinge um clímax ("pico de euforia"), ao contrário dos outros subgêneros. As vezes este é confundido com o house progressivo, porém com mais variações.

## História
Deep House foi amplamente iniciado por Larry Heard (Mr. Fingers), com faixas como "Mystery of Love" (1985) e "Can You Feel It?" (1986), este último é conhecido por muitos até hoje, na qual teve um impacto semelhante sobre Deep House em Chicago como Derrick May em "Strings of Live" (1987) fez no Techno em Detroit. O som do Deep House de Heard foi considerado um House de "alto nível" e "revolucionário" para sua época e foi movido para longe de suas tendências pós-humanas de volta para o som soulful exuberante da música Disco no seu início (particularmente a da velha Philadelphia International e Salsoul Records). Em outubro de 2004 "Can You Feel It?" apareceu no jogo eletrônico Grand Theft Auto: San Andreas, tocada em um estação de rádio de House music, SF-UR.
Na primeira metade dos anos 90, as faixas Deep House foram mais fortemente influenciadas pela música Disco e até mesmo fundidos no gênero Disco House. O Deep House moderno (pós-2000), muitas vezes compartilha características com um gênero relacionado, o Tech House, mas este tende a se concentrar na simplicidade, enquanto o Deep House se concentra na complexidade musical.
Em meados da década de 2010, o Deep House chegou ao seu auge de popularidade, mas numa forma mais pasteurizada, com "picos de euforia" e outras características da já conhecida EDM: era o Future House, com percussão e bassline com bastante presentes, soando como músicas do estilo Speed Garage dos anos 90; e o Tropical house, bastante melódica, com presença de instrumentos acústicos, como violão, guitarra elétrica e marimba. Estas duas novas vertentes ajudaram a crescer a popularidade do Deep House principalmente por causa de artistas já conhecidos do Pop eletrônico, como David Guetta, Calvin Harris, Tiësto, Hardwell, Steve Aoki, Zeds Dead, Cazzette, entre outros.

## Artistas
Alguns artistas, DJs e produtores de Deep House incluem:
- Gustavo Alonso
- Lucid Plan[4]
- Gustavo Rudnick
- Larry Heard (Fingers Inc.)
- Frankie Knuckles
- Dusky
- Karol XVII & MB Valence
- David August
- HVOB
- Tom Karlek
- Kerri Chandler
- Maya Jane Coles
- Soho
- Claptone
- Martin Iveson (Atjazz)
- Nick Curly
- Dennis Degenhardt
- Karmon
- Pete Oak
- Daniel Bortz
- Oliver Koletzki
- Susanne Sundfor

### Gravadoras
As gravadoras do gênero incluem Defected Records, Stil Vor Talent, Exploited, Innervisions, Anjunadeep, Off Recordings, Hot Creations, Naked Music, Om Records and Peacefrog Records. Exemplos de álbuns Deep House de artistas conhecidos de outros gêneros incluem The Martyr Mantras (1990), de Boy George (Jesus Loves You) e Modernism: A New Decade (1998), de The Style Council.